# Matsumoto Daiju
Daiju Matsumoto (sinh ngày 9 tháng 12 năm 1977) là một cầu thủ bóng đá người Nhật Bản.

## Sự nghiệp câu lạc bộ
Daiju Matsumoto đã từng chơi cho Gamba Osaka và Omiya Ardija.